# Letenye
Letenye (słow. Letnye) – miasto na Węgrzech w komitacie Zala, przy granicy z Chorwacją, prawa miejskie otrzymało w roku 1989. Populacja wynosi 4119 osób (styczeń 2011).

## Historia
Miejscowość pierwszy raz wspomniana została w roku 1314 jako Letnye.

## Miasta partnerskie
- Prelog